# Crepidium parryae
Crepidium parryae là một loài thực vật có hoa trong họ Lan. Loài này được (Tang & F.T.Wang) Marg. mô tả khoa học đầu tiên năm 2002.